# セイブンギョ

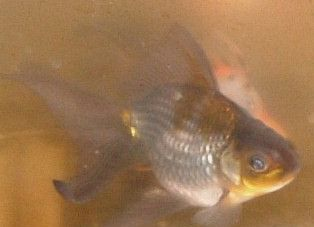
青文魚

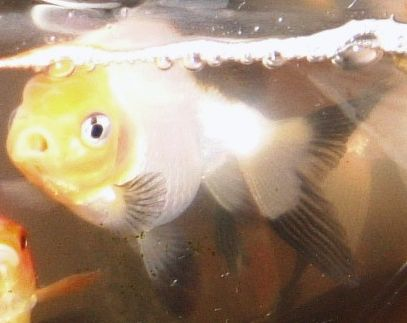
羽衣

セイブンギョ(青文魚）はキンギョの一品種である。名前の通り、青っぽい灰色の体色が特徴。頭部の肉瘤が発達するものとしないものとがある。

## 概要
鮮やかな体色ではないが、青っぽい灰色の体色の渋味のあるキンギョである。名前は、その体色より「セイブンギョ(青文魚）」と命名された。英名は「ブルーオランダ（Blue Oranda）」、中国語では「藍文魚（ランウェンユウィ）」と呼ばれる。文魚とは魚を上から見た時の形を指す。

## 歴史
従来の日本のキンギョには見られなかった、青っぽい灰色の体色を持つ品種であり、日本へはタンチョウ、チャキン、スイホウガン、チョウテンガンらと共に1958年（昭和33年）に輸入される。渋味がある体色がマニア以外には理解されず、金魚掬い以外では見掛けなかった。現在では国内でも育成が増えており、店頭でも見掛ける回数が増えた。
作出過程は不明であるが、一説によればクロデメキンとオランダシシガシラの交配により生まれた青っぽい灰色の個体を育成した説、オランダシシガシラの突然変異の説がある。

## 特徴
体型に関しては長手のオランダシシガシラ型(高頭セイブン）、丸手のリュウキン型(バルーンセイブン）の2タイプがある。成長と共に褪色する個体が多く、腹部の褪色をした個体は「ハゴロモ（羽衣）」、全身が褪色した個体は「ハクオウ（白凰）」と呼ばれる。